# Sheet Music (10cc)
Sheet Music è il secondo album in studio del gruppo rock britannico 10cc, pubblicato nel 1974.

## Tracce
Lato A
1. The Wall Street Shuffle – 3:54
2. The Worst Band in the World – 2:49
3. Hotel – 4:54
4. Old Wild Men – 3:21
5. Clockwork Creep – 2:46

Durata totale: 17:44
Lato B
1. Silly Love – 4:01
2. Somewhere in Hollywood – 6:39
3. Baron Samedi – 3:46
4. The Sacro-Iliac – 2:33
5. Oh Effendi – 2:49

Durata totale: 19:48

## Formazione
- Eric Stewart - chitarre, tastiere, voce
- Graham Gouldman - basso, chitarra, percussioni, voce
- Lol Creme - chitarre, tastiere, percussioni, voce
- Kevin Godley - batteria, percussioni, voce